# NGC 6592
NGC 6592 is een elliptisch sterrenstelsel in het sterrenbeeld Draak. Het hemelobject werd op 14 juni 1885 ontdekt door de Amerikaanse astronoom Lewis A. Swift.

## Synoniemen
- MCG 10-26-18
- ZWG 301.16
- 7ZW 771
- NPM1G +61.0211
- PGC 61477